# Trinodes minutus
Trinodes minutus is een keversoort uit de familie spektorren (Dermestidae). De wetenschappelijke naam van de soort werd in 1915 gepubliceerd door Maurice Pic.